# Nana-iro Inko
Nana-iro Inko (七色いんこ?), también conocida como Rainbow Parakeet, es una serie de manga creada por Osamu Tezuka, cuya historia sigue las aventuras del personaje homónimo. El manga fue recopilado en siete volúmenes tankobon.

## Sinopsis
Rainbow Parakeet es un genio como actor y un ladrón al mismo tiempo. Como no es un actor de tiempo completo, suele ser contratado como sustituto. Durante la actuación, roba a los espectadores más ricos o incluso a los actores, privándolos del contenido de sus carteras o de sus joyas  Fiel a su nombre de alias "Rainbow Parakeet", puede asumir el papel de casi cualquia e y ponerse cualquier disfraz, y su repertorio es inmenso.
Sus métodos son un misterio, incluso para los detectives encargados de detenerlo: el inspector de policía Senri y su hija, la detective de policía Mariko Senri.

## Personajes
- Rainbow Parakeet
- Inspector de policía Senri
- Detective de policía Mariko Senri
- Tamasaburō
- Chochin Odawara
- Mozuku Tengusa
- Payaso Tommy

## Contenido de la obra

### Manga
El manga fue serializado en la revista Shūkan Shōnen Champion y se desarrolló entre 1981 y 1982.
Cada capítulo típicamente adaptaba o rendía homenaje a una obra de Occidente, o del teatro japonés, tanto tradicional como moderno. Los ejemplos incluyen Ibsen (Episodio 3. Casa de muñecas) y Shakespeare (Episodio 35. El perro Tamasaburō enfrenta la amenaza de ser alimentado con un león llamado Shylock).